# خاویر چیاروریز
خاویر چیاروریز (انگلیسی: Javier Ciáurriz؛ زادهٔ ۵ مارس ۱۹۴۶) بازیکن فوتبال اهل اسپانیا است.
از باشگاه‌هایی که در آن بازی کرده‌است می‌توان به باشگاه فوتبال اوساسونا اشاره کرد.
وی همچنین در تیم ملی فوتبال اسپانیا بازی کرده‌است.